# Hochseefischerei
Unter Hochseefischerei versteht man den Fischfang in küstenfernen Gebieten der Ozeane. Die Grenzen der Hochseefischerei zur Küstenfischerei sind fließend und hauptsächlich von der Größe und technischen Ausstattung der Fischereifahrzeuge abhängig. In der Küstenfischerei werden Schiffe mit einer Länge von bis zu 16 m verwendet; die Hochseefischerei erfordert weit größere Fischereifahrzeuge. Nicht zuletzt bei den Befähigungszeugnissen für die Kapitäne wird in eine Kleine Hochseefischerei und eine Große Hochseefischerei unterteilt.

## Kleine Hochseefischerei
In der Kleinen Hochseefischerei werden Hochseekutter eingesetzt, deren Länge ca. 18 bis 35 m bei einer Motorleistung bis circa 800 PS beträgt. Vier bis sechs Besatzungsmitglieder sind erforderlich. Im Jahr 2005 waren unter deutscher Flagge 31 Hochseekutter mit 191 Mann Besatzung im Einsatz.
Die Kleine Hochseefischerei wird in Europa in der Ostsee, der Nordsee sowie nördlich der Shetland-Inseln bis 63° nördlicher Breite und 7° westlicher Länge, ferner im Ärmelkanal und im Seegebiet um Irland bis 10° westlicher Länge betrieben. Die Reisedauer beträgt pro Fahrt meist vier bis zehn Tage, evtl. auch bis zu vierzehn Tage.

## Große Hochseefischerei

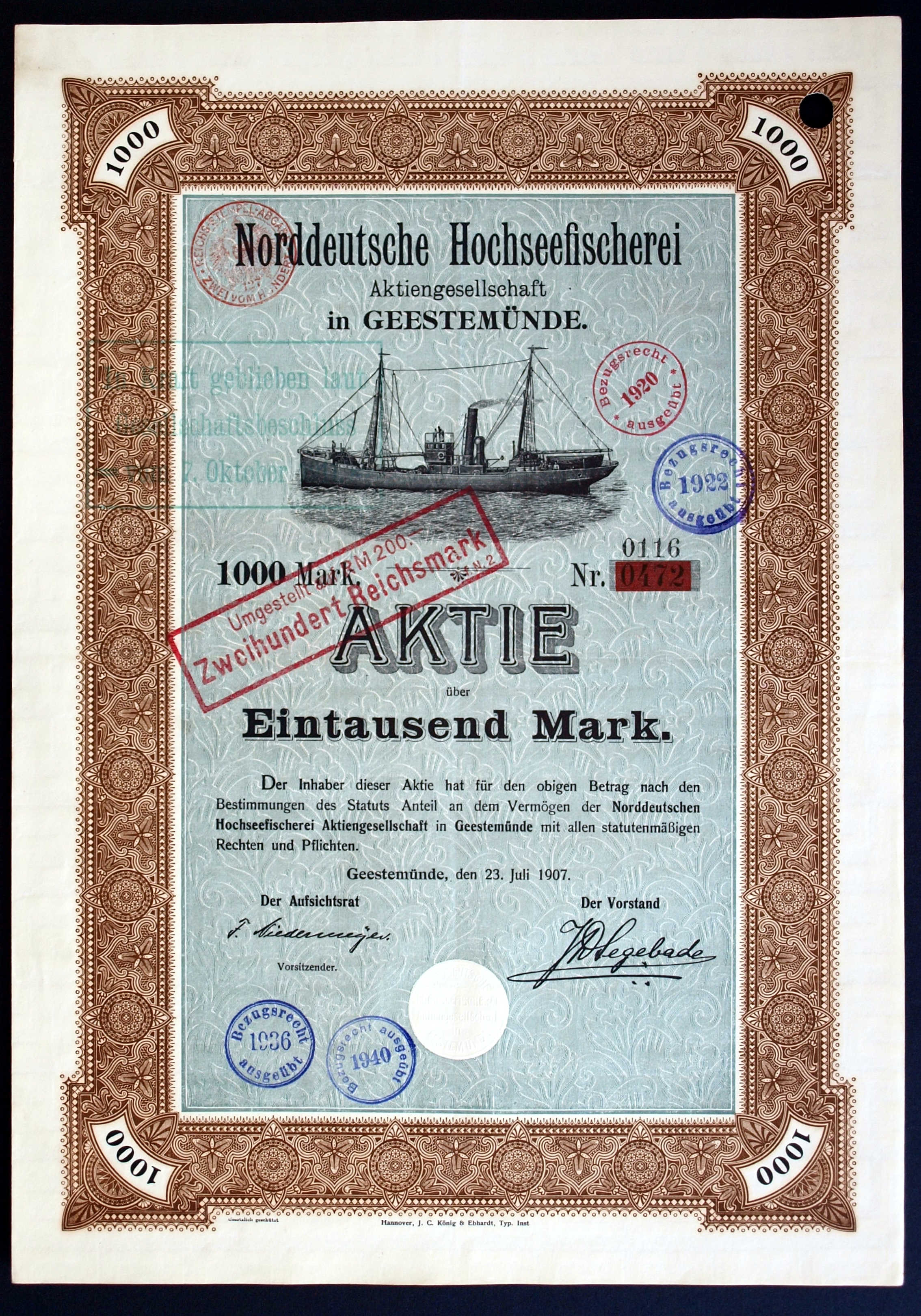
Fischdampfer auf einer Aktie der Norddeutschen Hochseefischerei AG von 1907

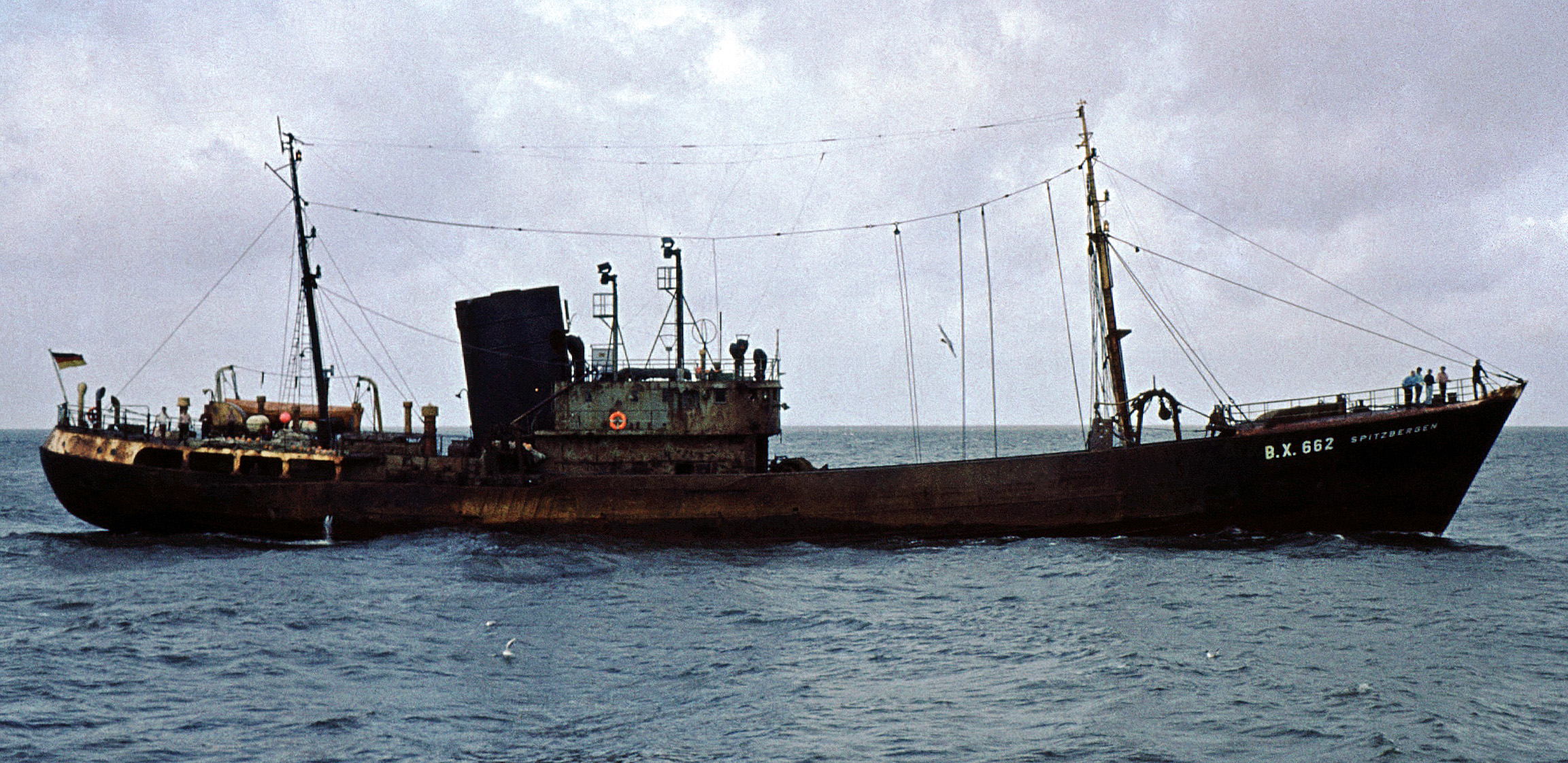
Spitzbergen, typischer Fischdampfer der 1960er Jahre

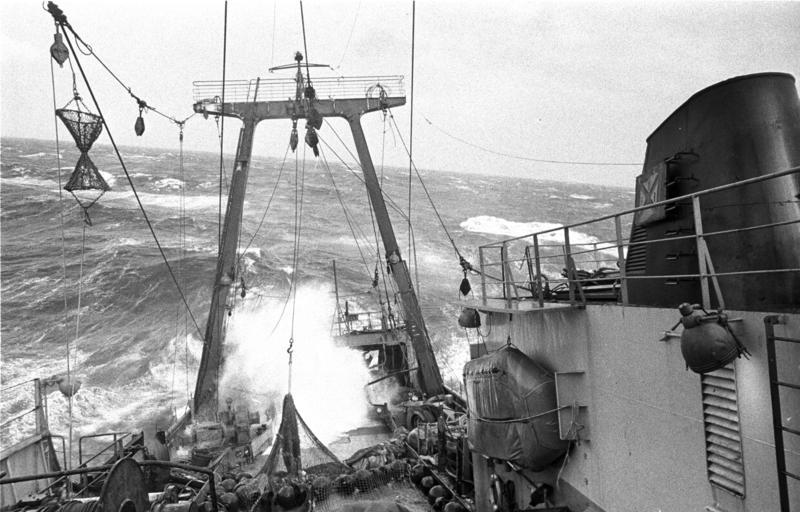
Hochseefischerei (1989)

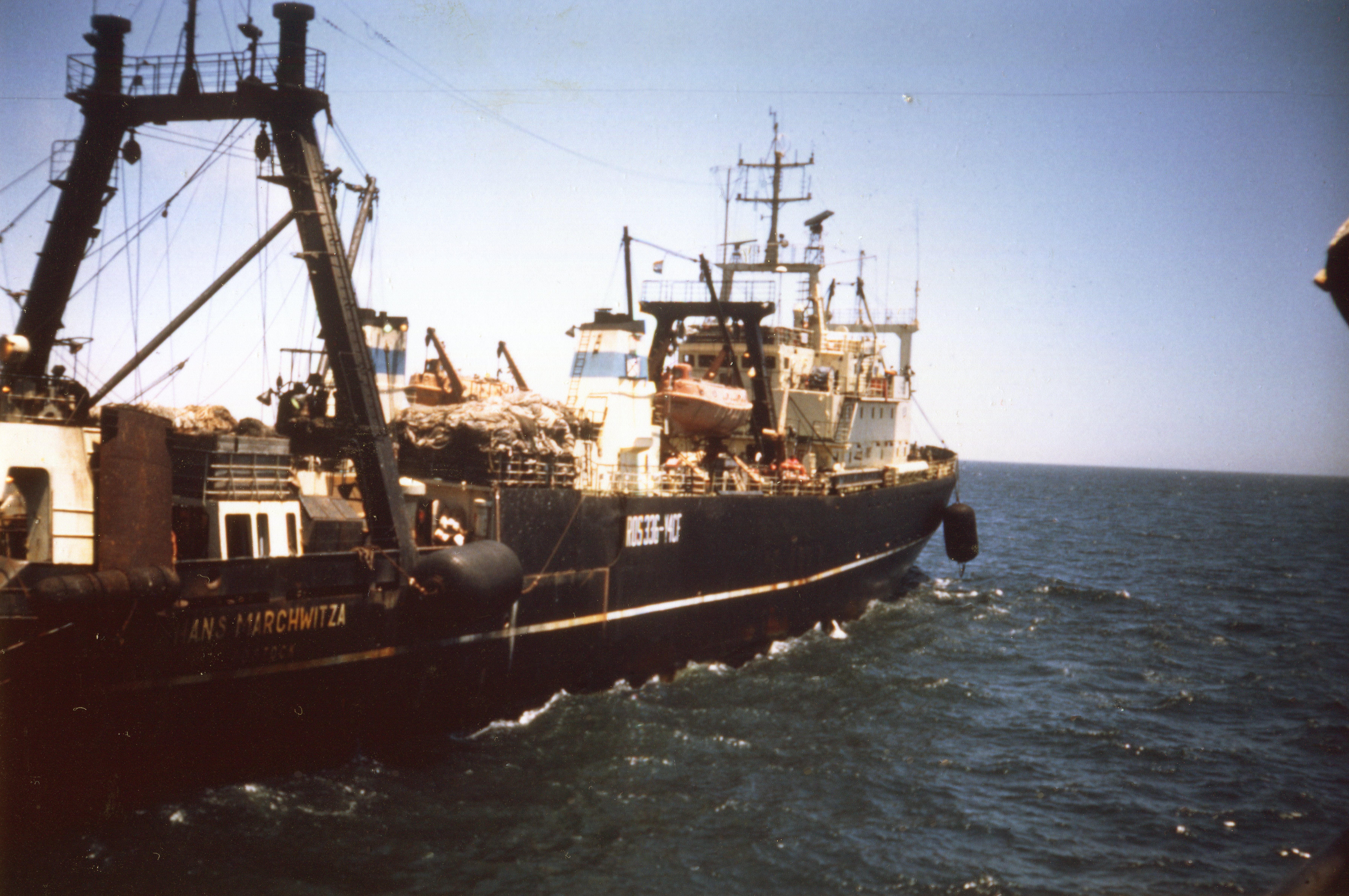
Atlantik-Supertrawler ROS 336 Hans Marchwitza im Südatlantik (1990)

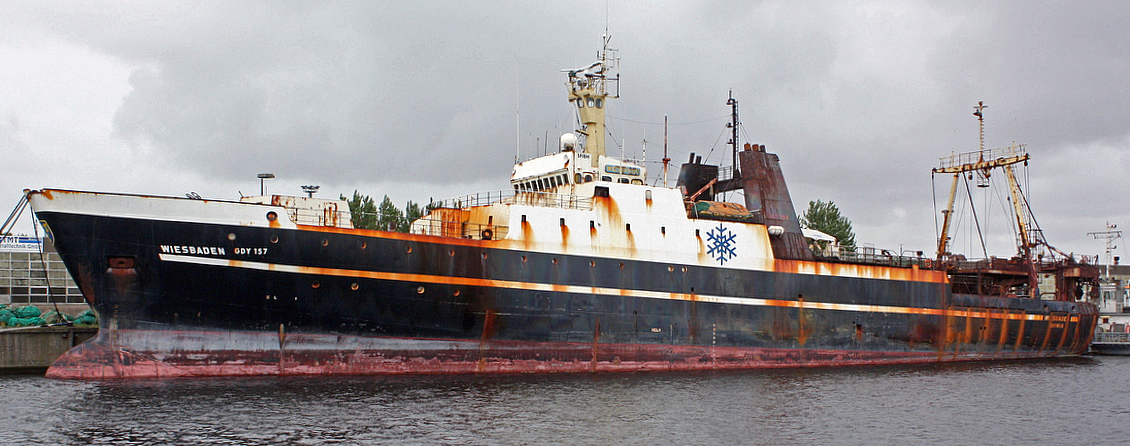
Fabrikschiff Wiesbaden in Cuxhaven

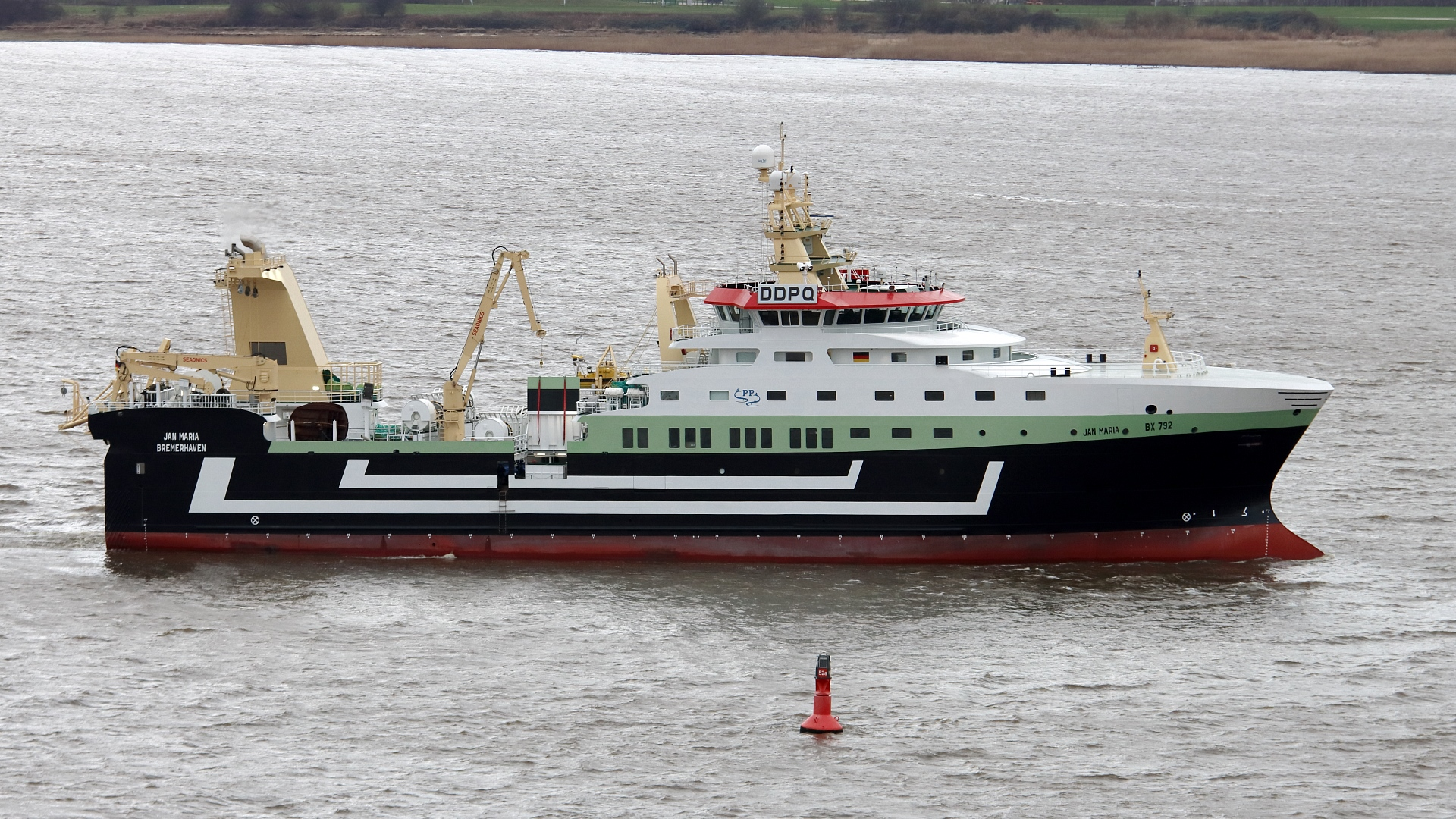
Die am 5. April 2024 in Bremerhaven getaufte BX 792 Jan Maria.

Als Große Hochseefischerei bezeichnet man die Fischerei mit großen Schiffen in entfernt gelegenen Fanggebieten. Das Fanggebiet liegt außerhalb der Grenzen der Kleinen Hochseefischerei und der Küstenfischerei. Vor der Zeit der Fabrikschiffe dauerte eine Reise nach Island oder Norwegen 20 Tage. Nach dem fünftägigen Hinweg wurde zehn Tage gefischt; nach der Rückreise war „Markttag“, vor allem im Fischereihafen in Bremerhaven. Nach anderthalb Tagen begann die nächste Reise. Die Besatzung bestand aus etwa 15 Mann, aus 7 oder 8 Decksmännern, 3 oder 4 Schiffstechnikern, 1. und 2. Steuermann und dem Kapitän. Sie erhielt Heuer und wurde am Fangerlös (50.000 bis 60.000 DM) beteiligt, der Kapitän mit 5 %. Einen Smut oder gar einen Schiffsarzt gab es nicht. Der meiste Proviant wurde privat mitgebracht.
Heute wird die Hochseefischerei mit Trawlern und Fabriksschiffen betrieben. Die meisten sind sogenannte Vollfroster, regelmäßig auch als Fangfabrikschiffe bezeichnet, die die Fänge bereits auf See zu Tiefkühlprodukten verarbeiten. Im Jahre 2005 wurden von deutschen Firmen neun Universalfroster und drei Spezialfahrzeuge für den Schwarmfischfang (Atlantischer Hering, Makrele und Holzmakrele) eingesetzt. Die Reisedauer beträgt durchschnittlich 60 Tage.
Im Jahr 2004 wurden im Rahmen der Großen Hochseefischerei 52.834,2 Tonnen Fisch im Wert von rund 32 Millionen Euro von deutschen Fischereifahrzeugen angelandet. Dem standen 62.188,5 Tonnen aus der Anlandung der Kleinen Hochseefischerei und der Küstenfischerei gegenüber. Das bedeutet, dass die Große Hochseefischerei mittlerweile 45,9 % des gesamten Seefischfangs bereitstellt.
Als Zentralverband der deutschen Hochseefischerei-Betriebe fungiert der Deutsche Hochseefischereiverband e. V.
Stand April 2024 bestand die deutsche Hochseefischereiflotte aus acht Schiffen, von denen fünf zu verschiedenen deutschen Töchtern des niederländischen Fischereikonzerns Parlevliet & Van der Plas (P&P) und zwei zur Deutschen Fischfang Union GmbH & Co. KG (DFFU), einer Tochter der isländischen Samherji-Gruppe gehörten:
| Schiffsname      | Fischereikennzeichen | Reederei                               | Eigner   |
| ---------------- | -------------------- | -------------------------------------- | -------- |
| Annie Hillina    | ROS 170              | Ostbank Hochseefischerei GmbH          | P&P      |
| Baldvin          | NC 101               | Deutsche Fischfang Union GmbH & Co. KG | Samherji |
| Cuxhaven         | NC 100               | Deutsche Fischfang Union GmbH & Co. KG | Samherji |
| Gerda Maria      | ROS 786              | Nordbank Hochseefischerei GmbH         | P&P      |
| Helen Mary       | ROS 785              | Oderbank Hochseefischerei GmbH         | P&P      |
| Jan Maria        | BX 792               | Nordbank Hochseefischerei GmbH         | P&P      |
| Maartje Theadora | ROS 171              | Westbank Hochseefischerei GmbH         | P&P      |
| Mark             | ROS 777              | Mecklenburger Hochseefischerei GmbH    | P&P      |

In den 1950er Jahren deckte die deutsche Hochseefischerei gut 90 % des Bedarfs in Westdeutschland; heute sind es nur noch 15 %.

## Tag des Hochseefischers
Erstmals 1953 fand in Bremerhaven ein Tag des Hochseefischers statt. 1955 war die Stadt geschmückt, die Einwohnerschaft auf den Beinen. Den Auftakt am Sonnabendnachmittag machten beide Konfessionen mit einer kirchlichen Feierstunde im Fischereihafen. In Halle XV hatten zahlreiche Einwohner und Gäste aus dem In- und Ausland auf weißgescheuerten Auktionskisten Platz genommen. Zugegen waren Besatzungen der ausländischen Fischereischutzboote und in einheitlicher Tracht eine Mädchengruppe der Heimvolkshochschule in Loccum. Auf dem Altar standen ein Kruzifix und ein Steuerrad. An beiden Seiten des Altars hatten Hochseefischer mit Pudelmützen Aufstellung genommen. Der Bläserchor des Verbands deutscher Soldaten spielte die Intrada. Danach hielt die Geistlichkeit ihren Einzug, zuletzt der Landesbischof von Hannover und Abt zu Loccum Hanns Lilje und der Protektor vom „Apostolat des Meeres“, Bischof Johannes von Rudloff aus Osnabrück. Es folgte ein „Fischeressen“ auf der Seven Seas.
Bei einem Festakt im Stadttheater Bremerhaven verlieh Bundesarbeitsminister Anton Storch verdienten Hochseefischern den Verdienstorden der Bundesrepublik Deutschland. Menschenmassen strömten zu den wassersportlichen Wettkämpfen und den Bunten Abenden, zum Hafenkonzert, zur Flottenparade, zum Kinderfest, zu den Platzkonzerten und zum Feuerwerk am Weserdeich. In Großpfannen zubereitete Fischfrikadellen mussten unter Polizeischutz ausgegeben werden. Besondere Aufmerksamkeit fand das Rennen der Fischdampfer.

## Ausbildung
In der Bundesrepublik Deutschland können die Befähigungszeugnisse Kapitän BK (Kleine Hochseefischerei) und Kapitän BG (Große Hochseefischerei) im Rahmen einer bundeseinheitlichen Regelung erworben werden. Zuvor müssen je nach entsprechender see- oder fischereiberuflicher Vorbildung mindestens 12 bis 48 Monate Seefahrtszeit im Decksdienst auf Fahrzeugen der Seefischerei absolviert worden sein, danach gibt es eine nach Landesrecht geregelte schulische Fortbildung an Fachschulen. Nach deren erfolgreichem Abschluss bekommt man das erste Befähigungszeugnis Nautischer Schiffsoffizier BKW bzw. Nautischer Schiffsoffizier BGW. Die anschließend erforderliche Seefahrtszeit als Schiffsoffizier auf Fahrzeugen der Seefischerei beträgt 24 Monate, dann kann man das Befähigungszeugnis zum Kapitän in der Hochseefischerei erwerben.
Von 1957 bis 1962 bestand in Bremerhaven mit der Jungfischerschule eine eigene Ausbildungsstätte für die Ausbildung des Deckpersonals der Hochseefischerei.

## Abkommen
Spätestens seit der Annahme des Seerechtsübereinkommens der Vereinten Nationen 1982 ist die Hochseefischerei zu einem internationalen Problem geworden. Das Übereinkommen gibt allen Staaten die Freiheit, weitgehend unbegrenzten Fischfang zu betreiben; Küstenstaaten, denen z. B. in Zonen von 200 Seemeilen vor der jeweiligen Küste exklusive Nutzungsrechte eingeräumt wurden, beklagen jedoch, dass durch die Hochseefischerei die Fischfangerträge in ihren Gewässern reduziert werden. Probleme ergeben sich auch bei Fischschwärmen, die sich beiderseits der 200-Meilen-Grenze der ausschließlichen Wirtschaftszonen (AWZ) der einzelnen Länder finden, wie zum Beispiel der Kabeljau an der Ostküste Kanadas, der Seelachs im Beringmeer oder andere Arten wie Thunfisch und Schwertfisch, die sich zwischen den AWZ und der Hohen See bewegen.
Die Industrieländer subventionieren ihre Fischereiflotten zudem mit jährlich über 30 Milliarden Euro. Das trägt gemäß Tobias Straumann zur Erhaltung dieser Industrie bei und schadet der Küstenfischerei von Entwicklungsländern zusätzlich.

## International
| Nation            | Wert der Hochseefischerei-Anlandungen (Mittelwert in Millionen US$) | Anteil an der gesamten Anlandung | Hochseefang (Mittelwert in Kilo t) | Anteil am gesamten Fang |
| ----------------- | ------------------------------------------------------------------- | -------------------------------- | ---------------------------------- | ----------------------- |
| Japan             | 2.542                                                               | 24                               | 807                                | 19                      |
| Südkorea          | 1.262                                                               | 40                               | 632                                | 38                      |
| Taiwan            | 932                                                                 | 62                               | 587                                | 66                      |
| Spanien           | 742                                                                 | 31                               | 300                                | 33                      |
| USA               | 709                                                                 | 7                                | 218                                | 4                       |
| Chile             | 635                                                                 | 24                               | 988                                | 25                      |
| China (VR)        | 629                                                                 | 5                                | 646                                | 7                       |
| Philippinen       | 385                                                                 | 16                               | 328                                | 15                      |
| Frankreich        | 349                                                                 | 20                               | 99                                 | 17                      |
| Indonesien        | 309                                                                 | 9                                | 307                                | 9                       |
| Summe Top Ten     | 8.494                                                               |                                  | 4.912                              |                         |
| Summe alle Länder | 12.047                                                              |                                  | 7.896                              |                         |

1. ↑  Der Durchschnitt der Anlandungen und Werte (2000–2010) stammen aus der Datenbank der Organisation Sea Around Us https://www.seaaroundus.org/ Zusammenfassung: https://www.nature.com/articles/srep08481/tables/2
2. ↑  Vermutlich auf Grund von Ausflaggungen aus anderen Staaten
3. ↑  Im Original: 8.495
4. ↑  Im Original: 4.911